# Verbascum tamderense
Verbascum tamderense är en flenörtsväxtart som beskrevs av Hub.-mor.. Verbascum tamderense ingår i släktet kungsljus, och familjen flenörtsväxter. Inga underarter finns listade i Catalogue of Life.